# Prix Jean-Freustié
Le prix Jean-Freustié est un prix littéraire français créé en 1987 autour de Christiane Teurlay-Freustié, seconde épouse de l'écrivain, journaliste et éditeur Jean Freustié (1914-1983) auquel il rend hommage, par ses amis Nicole Chardaire-Vitoux, Frédéric Vitoux et Bernard Frank. Il récompense un écrivain de langue française, publié à compte d'éditeur, pour une œuvre en prose : roman, nouvelles, autobiographie, biographie ou essai dans la tradition de lucidité introspective qui caractérisait Jean Freustié. Il couronne principalement un auteur prometteur ou encourage un écrivain dont l'œuvre, insuffisamment reconnue, n'a pas fait l'objet d'un grand prix littéraire d'automne.
Le prix est décerné chaque année au printemps.

## Organisation du prix
La Fondation Prix Jean-Freustié, sous l'égide de la Fondation de France, a été créée en 1996 grâce à la généreuse donation de Christiane Teurlay-Freustié, sa fondatrice, décédée en 2010. Après deux années de suspension, le prix est relancé en 2012, accompagné d'une dotation ponctuelle et exceptionnelle de 50 000 euros. La dotation annuelle a été réévaluée en 2019, passant de 20 000 à 25 000 euros. Cela en fait un des prix littéraires annuels le mieux dotés de France.
Depuis 2017, Frédéric Vitoux, de l'Académie française, est président d'honneur du prix.
Le jury, présidé par Simonetta Greggio, écrivaine et journaliste, pour les années 2024 et 2025, est composé de Christian Authier, écrivain et journaliste; Dominique Barbéris, écrivaine et enseignante; Henri-Hugues Lejeune, ancien diplomate et écrivain; Franck Maubert, écrivain; Olivier Mony, journaliste et écrivain, Eric Neuhoff, écrivain, journaliste et juré du prix Interallié; Anthony Palou écrivain et journaliste; Yann Queffélec, écrivain et Philippe Vilain, écrivain. Pia Daix est secrétaire générale du jury et déléguée de la Fondation Prix Jean Freustié.

## Liste des lauréats
| Année |  | Auteur                   | Ouvrage                                 | Éditeur (xe fois)          | Notes                                       |
| ----- |  | ------------------------ | --------------------------------------- | -------------------------- | ------------------------------------------- |
| 1987  |  | François Michel          | Le Silence et sa réponse                | Jean-Claude Lattès         |                                             |
| 1988  |  | Angelo Rinaldi           | Les Roses de Pline                      | Gallimard                  |                                             |
| 1989  |  | Luc Lang                 | Voyage sur la ligne d'horizon           | Gallimard (2)              |                                             |
| 1990  |  | Marcel Schneider         | L'Éternité fragile                      | Grasset                    |                                             |
| 1991  |  | François Taillandier     | Les Clandestins                         | Fallois                    |                                             |
| 1992  |  | Édouard Limonov          | L'Étranger dans sa ville natale         | Ramsay                     | Premier lauréat étranger                    |
| 1993  |  | Jean-Paul Kauffmann      | L'Arche des Kerguelen                   | Flammarion                 |                                             |
| 1994  |  | Christian Giudicelli     | Quartiers d'Italie                      | Le Rocher                  |                                             |
| 1995  |  | François Cérésa          | La Femme aux cheveux rouges             | Julliard                   |                                             |
| 1996  |  | Gilles Martin-Chauffier  | Une affaire embarrassante               | Grasset (2)                |                                             |
| 1997  |  | Gérard Guégan            | La Demi-sœur                            | Grasset (3)                |                                             |
| 1998  |  | Jean-Noël Pancrazi       | Long Séjour                             | Gallimard (3)              |                                             |
| 1999  |  | Serge Joncour            | Vu                                      | Le Dilettante              |                                             |
| 2000  |  | Myriam Anissimov         | Sa majesté la mort                      | Seuil                      |                                             |
| 2001  |  | Charles Dantzig          | Nos vies hâtives                        | Grasset (4)                | Également prix Roger-Nimier                 |
| 2002  |  | Jean Rolin               | La Clôture                              | P.O.L                      |                                             |
| 2003  |  | Sylvie Caster            | Dormir                                  | Pauvert                    |                                             |
| 2004  |  | Christophe Donner        | Ainsi va le jeune loup au sang          | Grasset (5)                |                                             |
| 2005  |  | (ex æquo) Gaspard Koenig | Octave avait vingt ans                  | Grasset (6)                |                                             |
| 2005  |  | (ex æquo) Jérôme Garcin  | Bartabas                                | Gallimard (4)              |                                             |
| 2006  |  | Alexis Salatko           | Horowitz et mon père                    | Fayard                     |                                             |
| 2007  |  | Anne Wiazemsky           | Jeune Fille                             | Gallimard (5)              |                                             |
| 2008  |  | Sorj Chalandon           | Mon traître                             | Grasset (7)                | Également prix Joseph-Kessel                |
| 2009  |  | Philippe Djian           | Impardonnables                          | Gallimard (6)              |                                             |
| 2010  |  | Prix suspendu            |                                         |                            |                                             |
| 2011  |  | Prix suspendu            |                                         |                            |                                             |
| 2012  |  | Bernard Chapuis          | Onze ans avec Lou                       | Stock                      |                                             |
| 2013  |  | Philippe Vilain          | La Femme infidèle                       | Grasset (8)                |                                             |
| 2014  |  | Olivier Frébourg         | La Grande Nageuse                       | Mercure de France          |                                             |
| 2015  |  | Hédi Kaddour             | Les Prépondérants                       | Gallimard (7)              | Également grand prix du roman de l'Acad.fr. |
| 2016  |  | Stéphane Hoffmann        | Un enfant plein d'angoisse et très sage | Albin Michel               |                                             |
| 2017  |  | Étienne de Montety       | L'Amant noir                            | Gallimard (8)              |                                             |
| 2018  |  | Dominique Barbéris       | L'Année de l'Éducation sentimentale     | Gallimard (9)              |                                             |
| 2019  |  | Franck Maubert           | L'Eau qui passe                         | Gallimard (10)             |                                             |
| 2020  |  | Anne-Sophie Stefanini    | Cette inconnue                          | Gallimard (11)             |                                             |
| 2021  |  | Sébastien Lapaque        | Ce monde est tellement beau             | Actes Sud                  |                                             |
| 2022  |  | Julia Deck               | Monument national                       | Minuit                     |                                             |
| 2023  |  | Maud Simonnot            | L' heure des oiseaux                    | Éditions de l'Observatoire |                                             |
| 2024  |  | Mark Greene              | Réel Madrid                             | Plein Jour                 |                                             |